# Lauwil
Lauwil es una comuna suiza del cantón de Basilea-Campiña, ubicada en el distrito de Waldenburgo. Limita al norte con la comuna de Bretzwil, al noreste y este con Reigoldswil, al sur con Mümliswil-Ramiswil (SO), y al oeste con Beinwil (SO) y Nunningen (SO).